# Bietenroest
De bietenroest (Uromyces betae) is een roestschimmel die behoort tot de familie Pucciniaceae. Deze biotrofe parasiet komt voor op planten uit de familie Amaranthaceae, zoals biet (Beta vulgaris). Het vormt spermogonia, aecia, uredinia en telia en kent geen waardwisseling. Spermogonia en aecia komen vooral voor op zaailingen en telia worden slechts zelden gevormd.

## Kenmerken
Spermogonia
Spermogonia komen voor in april-juni. Ze zijn honingkleurig en komen voor in kleine groepen.
Aecia
Aecia komen voor in april-juni. De aecia komen voor op beide zijde van het blad. Ze zijn geel van kleur en bekervormig. Aeciosporen zijn bijna bolvormig, met afmetingen van 16-24 × 16-20 µm.
Uredinia
Uredinia komen voor van mei tot oktober. De uredinia zijn bleekbruin van kleur, kussenvormig, openend door een spleet. De bijna bolvormige, 21-32 × 16-26 µm grote urediniosporen zijn fijn bestekeld, met 2-3 equatoriale poren.

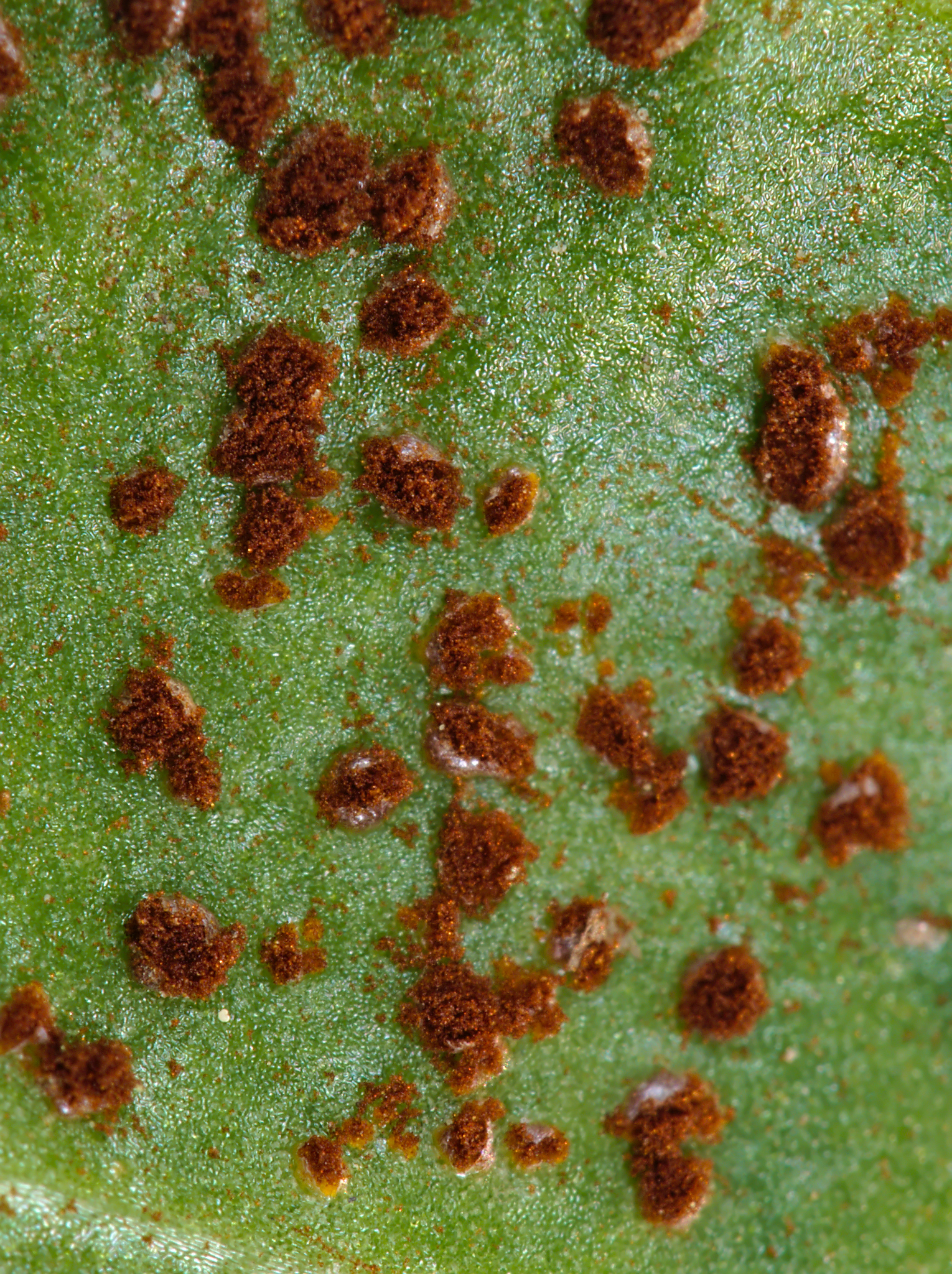
Uredinia
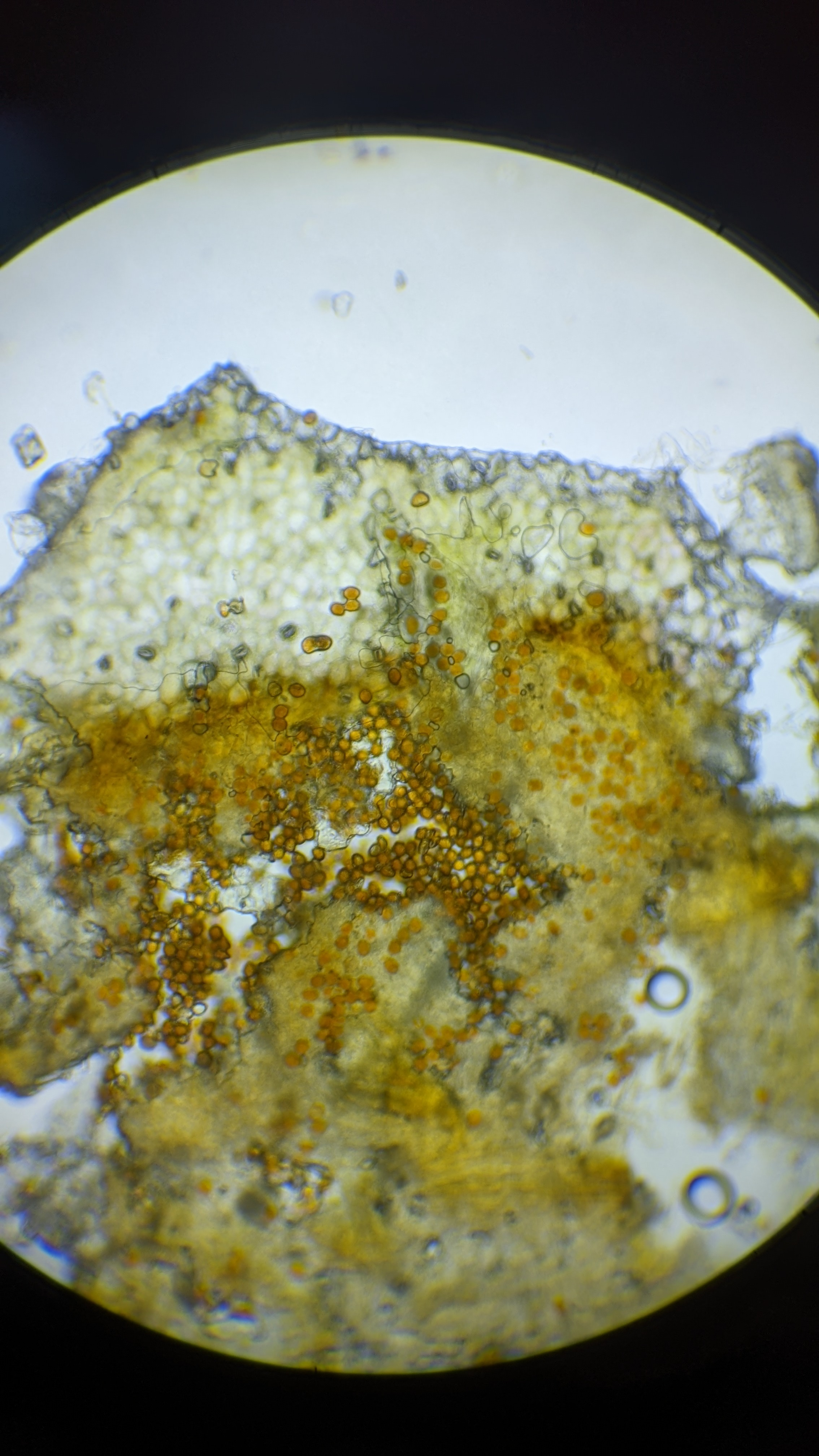
Uredinium
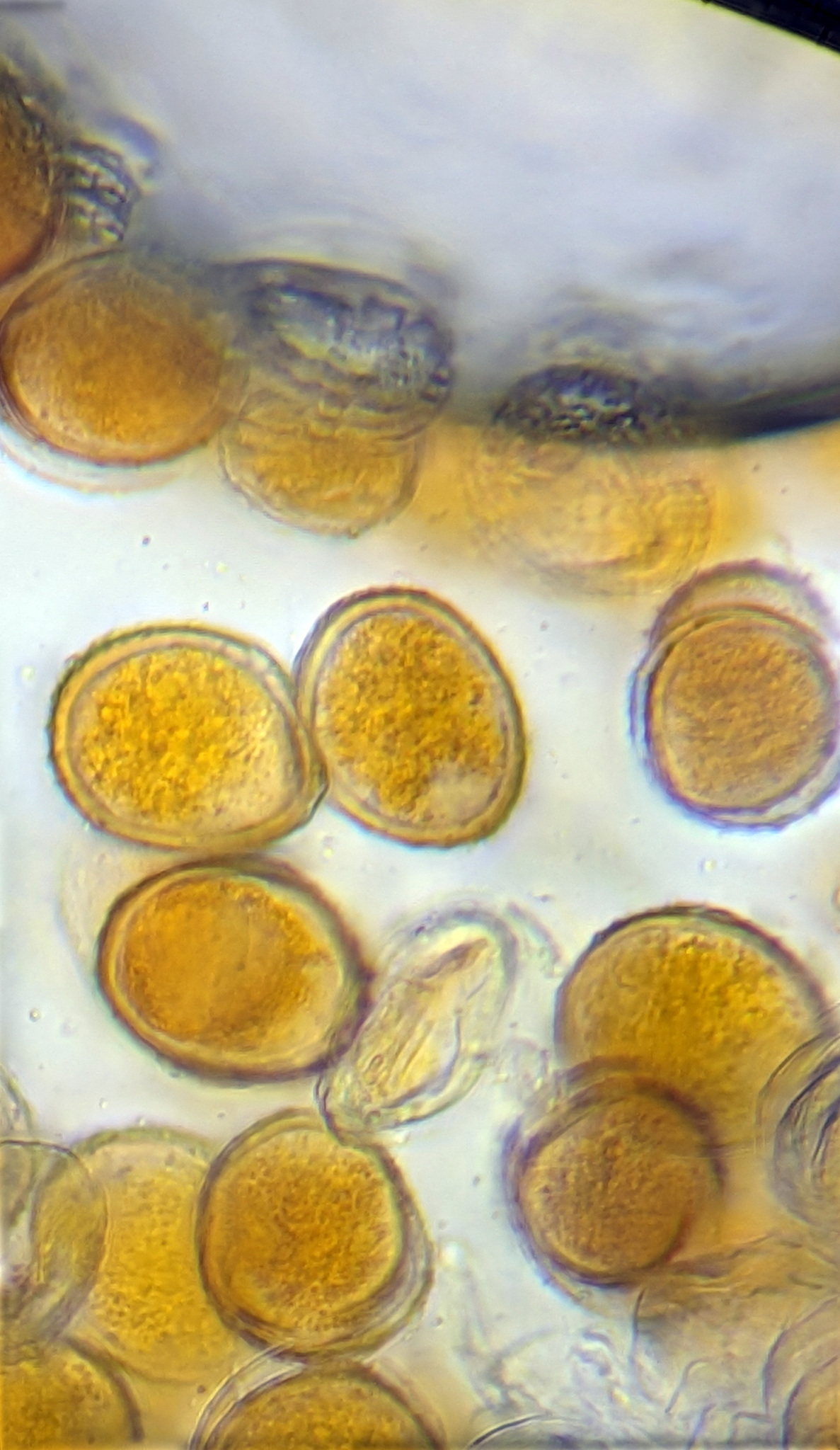
Urediniosporen

Telia
Telia komen voor van mei tot oktober. De telia zijn donkerbruin. De teliosporen zijn 1-cellig, glad, kort gesteeld, ovaal, met een dikkere wand en met een kenmerkend kort spitsje aan de top. De teliosporen meten 22–34 × 18–25 µm. Ze overwinteren op de resten van de biet in de grond. In het voorjaar ontwikkelen ze op een basidium basidiosporen, die de bron van primaire infectie zijn.

## Verspreiding
De bietenroest komt voor in Afrika (Algerije, Canarische Eilanden, Libië, Madeira, Marokko, Zuid-Afrika); Azië (Iran, Israël, voormalige Sovjet-republieken); Australazië (Australië, Nieuw-Zeeland, Tasmanië); Europa (België, Bulgarije, Cyprus, Denemarken, Duitsland, Finland, Frankrijk, Griekenland, Groot-Brittannië, Hongarije, Ierland, Italië, Kanaaleilanden, Letland, Malta, Nederland, Noorwegen, Oostenrijk, Polen, Portugal, Roemenië, Sardinië, Spanje, Turkije, Zweden, Zwitserland, voormalige Sovjetrepublieken); Noord-Amerika (Canada, Mexico, Verenigde Staten) en Zuid-Amerika (Argentinië, Bolivia, Chili, Uruguay).
In Nederland komt hij zeer zeldzaam voor.

## Taxonomie
Dit taxon werd voor het eerst beschreven in 1801 door Auguste Alexis Adolphe Alexandre Bellynck en noemde het Uredo betae. De huidige naam, erkend door Index Fungorum, werd er in 1987 aan gegeven door Gerhard H. Boerema, W.M. Loreakker en Maria E.C. Hamer.